# 李大嘉
李大嘉（1539年—？），字子美，號沃田，山西平陽府曲沃縣人，匠籍，明朝政治人物、進士出身。

## 生平
隆慶元年（1567年）丁卯科山西鄉試第五十九名，萬曆二年（1574年）甲戌科會試第三百一名，登三甲第二百一十四名進士。授直隶清苑县知县，地冲民疲，裁夫马，招逃亡。时张居正柄国，大嘉一无餽遗。久之，始擢户部主事，榷税浒墅关。再晋正郎，督储陜右，出纳有方，卒于官。

## 家族
曾祖父李讓；祖父李仲賢；父李臻。母田氏。永感下。